# Friedrich Ludwig Engels
Karl Friedrich Gottfried Ludwig Engels (* 12. Juni 1790 in Hamm; † 26. Oktober 1855 in Köln) war ein preußischer Generalmajor und Kommandant von Köln.

## Leben

### Herkunft
Er war der Sohn des Hofrats Bernhard Ludwig Engels und dessen Ehefrau Friederike Luise Christiane, geborene Stein.

### Militärkarriere
Engels trat 1808 als Musketier in die bergische Infanterie ein und wurde dort Ende des Jahres Sousleutnant. Als solcher nahm er 1809/10 im Verbund mit den französischen Truppen während der Feldzuges in Spanien an den Belagerungen von Girona und Tarragona sowie den Kämpfen bei Vic teil. Als Adjointmajor machte er 1812 auch Napoleons Russlandfeldzug mit, wurde in der Schlacht an der Beresina verwundet und mit dem Kreuz der Ehrenlegion ausgezeichnet.
Am 21. Dezember 1814 trat Engels in preußische Dienste über und wurde als Stabskapitän im 17. Infanterie-Regiment angestellt. Er avancierte zum Kapitän und Kompaniechef. Mit seiner Beförderung zum Major am 22. März 1833 wurde Engels Kommandeur des I. Bataillons im 16. Landwehr-Regiment in Soest. Von dort folgte am 7. April 1842 seine Versetzung nach Düsseldorf in das 16. Infanterie-Regiment. Hier fungierte er als Kommandeur des I. Bataillons, wurde am 22. März 1843 Oberstleutnant und am 22. März 1845 mit der Ernennung zum Zweiten Kommandanten nach Stettin versetzt. In gleicher Funktion wurde Engels als Oberst am 6. April 1847 nach Köln versetzt und stieg dort am 19. April 1851 unter Beförderung zum Generalmajor zum Kommandanten der Stadt auf. Seine Leistungen wurden am 5. August 1854 durch die Verleihung des Sterns zum Roten Adlerorden II. Klasse mit Eichenlaub gewürdigt. Er verstarb im Jahr darauf in Ausübung seines Dienstes. Seine Grabstätte befindet sich auf dem Kölner Melaten-Friedhof.

### Familie
Engels hatte sich am 15. November 1822 in Düsseldorf mit Clara Friederike Dorothea Hoffmann (1798–1848) verheiratet. Aus der Ehe gingen folgende Kinder hervor:
- Friedrich Ludwig August (* 1823), preußischer Major
- Klara Friederike Johanna (1827–1903) ⚭ 30. Januar 1851 Carl Zimmermann (1813–1889), preußischer Generalmajor und Kartograf